# Фурита
Фури́та (яп. フリーター фури:та:); иные варианты написания: furiita, freeta, furitaa, furiitaa, также англиц. фри́тер (англ. freeter) — японский термин, обозначающий молодых людей, живущих на доход от непостоянного заработка либо безработных (исключением являются домохозяйки и студенты). В первоначальном варианте термин включал в себя выпускников школ, которые осознанно не желали становиться офисными служащими.
Фритерство также может обозначать работу на неполный рабочий день или же фриланс. После окончания школы фритеры решают не поступать в университет, а становятся низкоквалифицированным персоналом.
Термин freeta был впервые употреблён в 1987−88 годах и являлся слиянием англ. free (или, возможно, freelance) и нем. Arbeiter («рабочий»). Японское слово Arubaito является заимствованием нем. Arbeiter: так как до Второй мировой войны немецкий язык (наравне с английским) широко использовался в университетах Японии (особенно в областях науки и медицины), Arubaito стало широко распространённым среди японских студентов словом, обозначающим подработку.

## Настоящее время
Весной 2000 года около 10 % выпускников школ и университетов не смогли найти постоянную работу, и более 50 % из тех, кто нашёл подработку, уволились в течение следующих трёх лет.
С 2000 по 2009 год число фритеров значительно возросло. В 1982 году насчитывалось 500 тысяч фритеров, в 1987 — 700 тысяч, 1 миллион — в 1992 году и 1,5 миллиона — в 1997. В 2002 году число фритеров возросло до 2,2 миллиона. По некоторым оценкам, в 2010 году в Японии насчитывалось около 10 миллионов фритеров.
Многие японцы обеспокоены влиянием фритеров на состояние японского общества. Фритеры обычно работают в универмагах, супермаркетах, ресторанах и на других низкооплачиваемых и низкоквалифицированных работах. Согласно результатам исследования, проведённого Институтом занятости населения Японии в 2002 году, стандартное рабочее время фритера составляет 4,9 дня в неделю с оплатой в 139 тысяч иен в месяц (1300$). 2/3 фритеров никогда не имели работы с полной занятостью.
Развитие интернет-бизнеса дало фритерам возможность работать на себя. Некоторые эксперты говорят, что нехватка рабочих, вызванная старением населения в Японии, создаст выгодные условия в поиске работы для фритеров.

## Причины
Согласно Институту занятости населения Японии, фритеры делятся на три группы. Первый тип — те, кто хотят отсрочить начало своей карьеры; второй тип — те, кто хотят осуществить свою мечту, которая несовместима с принципами японского общества; третий тип — те, которые не могут найти работу перед выпуском из университета. В Японии существует система, при которой крупные компании нанимают студентов последнего курса ещё за год до выпуска, и тем, кто не смог найти работу в этот период, впоследствии очень трудно быть нанятым в компанию. Иногда это даже приводит к исключению из университета. Для тех, кто не окончил школу, ситуация ещё более усложняется.

## Последствия

### Трудности в организации собственного быта
Многие фритеры живут с родителями как паразиты-одиночки. Японские родители обычно не заставляют своих детей начать самостоятельную жизнь. Когда родители умирают, детям-фритерам приходится самостоятельно платить за жильё.
Японские квартиры часто бывают слишком маленькими для проживания двух семей. Соответственно, если фритеры хотят вступить в брак, они должны найти новое жильё, оплачиваемое за свой счёт, а не за счёт родителей.

### Трудности в построении карьеры
Начало карьеры может быть затруднительным для бывших фритеров, так как японские компании отдают предпочтение только что выпустившимся из школы/университета работникам. Большие традиционные японские компании расценивают нового работника как инвестиции в дальнейшее развитие компании, поэтому стараются нанять молодой персонал, который сможет дольше работать на компанию и легче примет её правила.
Часто единственным вариантом для фритеров остаётся продолжать работать за низкую плату, что является серьёзной преградой для становления их собственного быта. Некоторые фритеры становятся бездомными.

### Здоровье и пенсионная страховка
Временная работа обычно не гарантирует страховки здоровья и выплаты пенсии. Низкий доход фритера делает обременительной оплату медицинских расходов.
Основной проблемой фритеров является то, что размер пенсии начисляется пропорционально количеству лет, в течение которых гражданин платит взносы в пенсионный фонд, поэтому обычно размер пенсий фритеров небольшой, и они вынуждены работать даже после достижения стандартного пенсионного возраста.

### Свобода выбора
Положительная сторона фритерства — это свобода выбора и достаточное количество свободного времени. Фритеры часто бывают занятыми волонтёрством или общественными работами. Если фритер живёт с родителями, он может тратить зарплату на собственные нужды.

### Влияние на японское общество
- Фритеры не являются членами профсоюзов, что позволяет беспрепятственно увольнять их.
- Часть дохода фритеров идёт на налоги, таким образом, они вносят свой вклад в развитие экономики Японии.
- Живя в одном доме с родителями и не имея собственной машины, фритеры меньше загрязняют природу, чем автолюбители.
- Фритеры, начинающие карьеру после 25 лет, существенно влияют на современную корпоративную культуру Японии. Это может привести к изменению системы найма, что будет актуально в будущем в связи со старением населения.
- Низкий доход фритеров может привести к тому, что у них никогда не будет семьи и детей. Это сократит рождаемость и может привести к экономическим и социальным проблемам в связи со старением населения, например таким, как недофинансирование Японского пенсионного фонда. На сегодняшний день фритеры вносят слишком малые суммы в пенсионный фонд либо вообще не вносят ничего. Ситуация может ухудшиться в будущем, так как соотношение работающих и пенсионеров уменьшается, а размер пенсий остаётся прежним.
- Японское правительство учредило несколько организаций с общим названием Young Support Plaza, которые помогли бы молодым людям найти работу. Данные организации предоставляют необходимое базовое обучение для поиска работы: как правильно составить резюме, как вести себя на интервью с потенциальным работодателем. Но до сих пор спрос на их услуги очень низкий.